# InCrys
InCrys este o companie de consultanță și outsourcing software din România.
Compania, cu sediul în București oferă servicii pentru clienți din Vestul și Estul Europei, SUA și Canada, cu accent pe industria financiar-bancară și de retail.
Compania InCrys a fost înființată în iulie 2000 cu capital integral românesc
și a fost specializată inițial în servicii de networking și vânzare de componente IT, iar ulterior și-a extins oferta și pe piața de outsourcing de software și de servicii.
Număr de angajați în 2010: 143
Cifra de afaceri:
- 2010: 6,1 milioane euro[3]
- 2009: 4,2 milioane euro[1]